# Psychoneuroendocrinologie
La psychoneuroendocrinologie est l'étude clinique des fluctuations hormonales et de leur relation avec le comportement humain. Elle peut être visualisée à partir du point de vue de la psychiatrie, où dans certains troubles de l'humeur sont associés des changements neuroendocriniens ou hormonaux affectant le cerveau. Elle peut également être consultée à partir de la perspective de l'endocrinologie, où certains troubles endocriniens peuvent être associés à la maladie psychiatrique. Les dysfonctionnements du cerveau comme dans l'hypothalamus peuvent affecter le système endocrinien, qui à son tour peut entraîner des symptômes psychiatriques. Ce mélange complexe de la psychiatrie, de la neurologie et de l'endocrinologie est nécessaire pour comprendre et traiter les maladies psychiatriques (voir neurobiologiques des troubles cérébraux).

## Troubles

### Le Syndrome prémenstruel (SPM) et le Trouble Dysphorique Prémenstruel (TDP)
Le syndrome prémenstruel est un trouble de l'humeur qui se produit de manière récurrente la fin de la phase lutéale du cycle menstruel et au premier jour ou deux jours après le début de la menstruation. Les symptômes comprennent la dépression, l'irritabilité, l'anxiété, l'insomnie, les ballonnements, la sensibilité des seins, les crampes et les maux de tête. Environ de 5 à 9 % des femmes (cisgenre s) en âge de procréer répondent aux critères du DSM-IV pour le TDP.
Le trouble dysphorique prémenstruel peut être traité de manière cyclique avec des contraceptifs hormonaux oraux, ou avec des antidépresseurs, qui peuvent être utilisés en continu ou seulement au cours de la fin de la phase lutéale. Les inhibiteurs sélectifs de recapture de la sérotonine, ou Isrs, ont été montrés pour être efficaces dans le traitement du TDP. Les symptômes physiques peuvent être affectés par la consommation de caféine, de sel, d'alcool et de nicotine, de sorte que l'utilisation de ces substances devrait être contrôlée et éventuellement diminuée. L'hygiène du sommeil, l'activité physique, la relaxation, la thérapie et la thérapie cognitivo-comportementale sont tous potentiellement efficaces et constituent des stratégies non-médicamenteuses pour des symptômes plus légers.

### Dépression post-partum (DPP)
Les troubles psychiatriques post-partum sont généralement divisés en trois catégories : (1) le blues post-partum (2) la dépression post-partum et (3) la psychose post-partum. Il peut être utile de concevoir ces troubles existants le long d'un continuum, où le blues post-partum  est la forme la plus douce et la psychose post-partum la forme la plus grave de la maladie psychiatrique post-partum.
Jusqu'à 85 % des femmes vivent le blues post-partum durant les deux premières semaines après l'accouchement. Les symptômes comprennent des larmoiements, une humeur labile, de l'irritabilité et de l'anxiété. Ces symptômes ont généralement un pic entre 5-7 jours post-partum, et déclinent spontanément dans un délai de deux semaines post-partum, de sorte que le traitement actif n'est pas nécessaire.
La dépression post-partum se réfère à un épisode dépressif majeur survenant après l'accouchement. Tandis que les femmes peuvent devenir déprimées à différents points dans le temps après l'accouchement, la spécification « post-partum » dans le DSM-IV-TR est appliquée pour la dépression, avec l'apparition dans les quatre premières semaines du post-partum. Le risque de dépression post-partum est augmenté par la dépression pendant la grossesse, ou des antécédents de dépression post-partum. L'Edinburgh Postnatal depression Scale est un questionnaire comportant 10 éléments qui peuvent être utilisés pour identifier les femmes qui ont une DPP. Sur cette échelle, un score de 12 ou plus ou une réponse affirmative à la question 10 (présence d'idées suicidaires) soulèvent des inquiétudes et un besoin d'une évaluation plus approfondie.
Le traitement de la dépression post-partum peut être une psychothérapie individuelle ou en groupe, des médicaments et des interventions de soutien. Une combinaison de psychothérapie (en particulier la thérapie cognitive) et de médication a été montré pour être efficace. Il n'existe pas de normes de lignes directrices concernant la thérapie médicamenteuse. Les risques potentiels de l'exposition du nourrisson à de petites quantités d'antidépresseurs dans le lait maternel ne sont pas clairs, de sorte que pour chaque femme individuellement, le risque de ne pas prendre d'antidépresseurs doit être équilibré avec les risques de ne pas allaiter ou potentiellement d'exposer le nourrisson à la poursuite de l'allaitement. Certaines données sont rassurantes quant à la sécurité des antidépresseurs ISRS, et les nourrissons allaités par des mères prenant des ISRS reçoivent généralement de faibles niveaux de médication résiduelle.

### Psychose post-partum
La psychose post-partum est la forme la plus grave du post-partum. C'est un événement rare qui se produit environ chez 1 à 2 femme(s) pour 1 000 femmes après l'accouchement. Sa présentation est souvent dramatique, avec apparition de symptômes dès les premières 48 à 72 heures après l'accouchement. La majorité des femmes ayant une psychose puerpérale développent des symptômes dans les deux premières semaines post-partum.
Les symptômes comprennent la labilité de l'humeur, l'agitation, la confusion, la désorganisation de la pensée, les hallucinations et les troubles du sommeil. Le risque de développer une psychose post-partum est augmentée par une histoire de troubles bipolaires, des épisodes précédents de psychose post-partum, un historique familial de troubles bipolaires et d'une première grossesse. Les conséquences de la psychose post-partum peuvent être importantes, notamment le suicide, la négligence du nourrisson, et l'infanticide ; les femmes avec cette condition sont généralement hospitalisées. Le traitement aigu comprend l'utilisation d'un stabilisateur de l'humeur, et les antipsychotiques, et, si nécessaire, une benzodiazépine pour l'agitation.